# Robecco d'Oglio
Robecco d'Oglio (Rubèch in dialetto cremonese) è un comune italiano di 2 247 abitanti della provincia di Cremona, in Lombardia.

## Storia
In epoca romana da Robecco d'Oglio passava la via Brixiana, strada romana consolare che metteva in comunicazione il porto fluviale di Cremona (lat. Cremona), che si trovava lungo il fiume Po (lat. Padus), con Brescia (lat. Brixia), da cui passavano diverse strade romane che si diramavano verso l'intera Gallia Cisalpina (lat. Gallia Cisalpina).
Nel 1185 venne fatto borgo franco dalla città di Cremona, ricevendo notevoli privilegi in cambio di fedeltà assoluta alla politica decisa dalla città, tanto che due anni più tardi venne costruito il castello a difesa del territorio posto verso Brescia. A confermare l'importanza strategica del comune nel Basso Medioevo, vi è la firma di un trattato di pace tra il podestà di Cremona e quelli di Brescia, Mantova e Verona nell'attuale Chiesa dei Santi Giuseppe e Biagio, datata al 1306.

### Simboli
Lo stemma è stato concesso con regio decreto del 24 agosto 1928: d'oro, alla colomba sorante, al naturale, attraversante sulla fascia diminuita di rosso. Ornamenti esteriori da Comune. Il gonfalone è un drappo rettangolare di azzurro.

## Monumenti e luoghi d'interesse
- Torre (iniziata nel 1853 con completamento della guglia nel 1932);
- Chiesa dei Santi Giuseppe e Biagio (inaugurata nel 1895);
- Villa Barni Della Scala (sede Municipio) col suo parco storico (risalente al 1600);
- Villa Visconti di Marcignago (ora residenza privata);
- Resti del Torrione di Monasterolo (risalente all'anno 1000);
- Villa Grasselli a Monasterolo (ora residenza privata)
- Fiume Oglio (Parco Oglio Nord).

## Società

### Evoluzione demografica
Abitanti censiti

## Geografia antropica

### Frazioni
- Monasterolo
- Gallarano

## Infrastrutture e trasporti

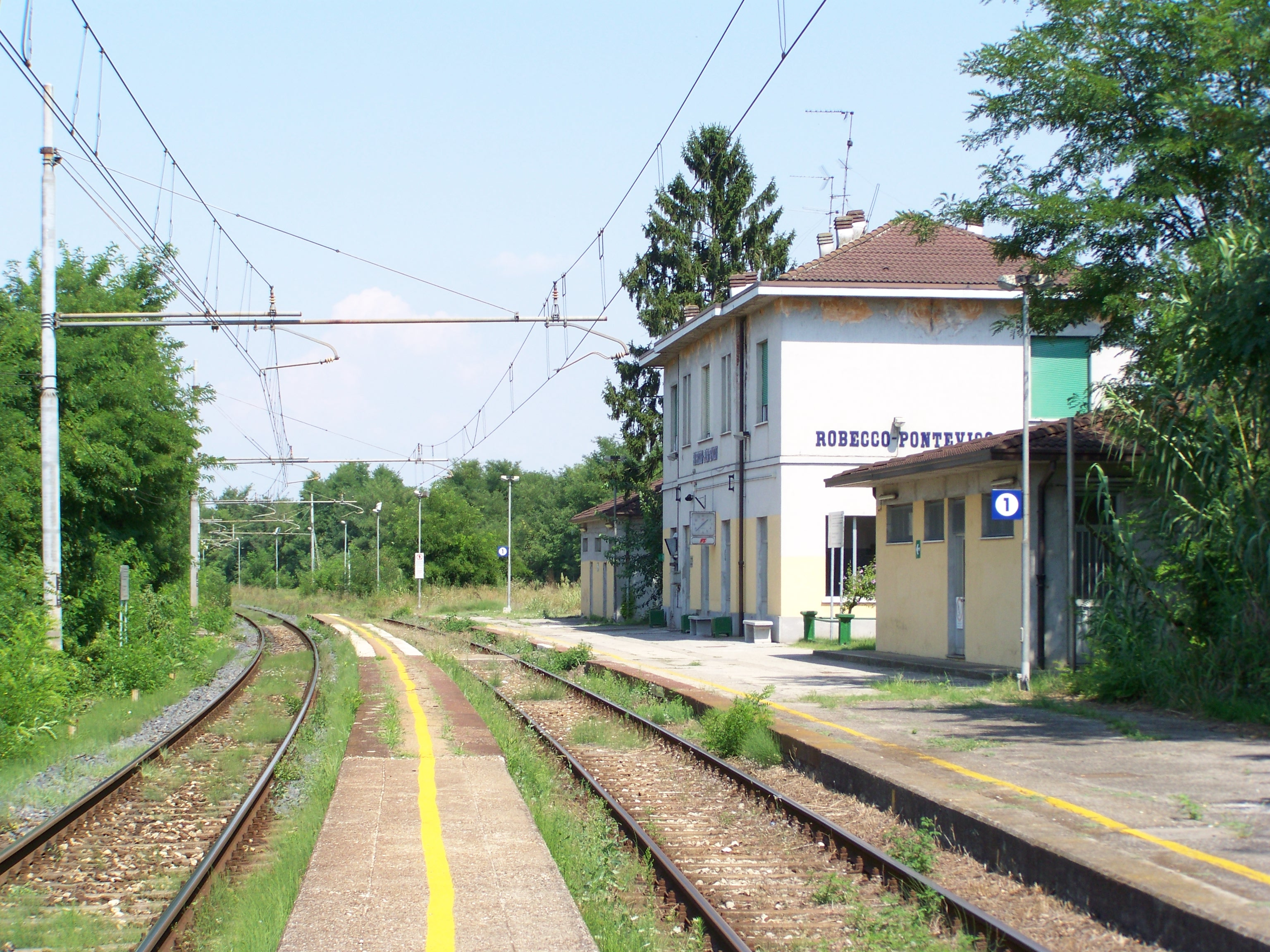
Stazione di Robecco d'Oglio

Il comune di Robecco d'Oglio è servito dalla linea Brescia-Cremona, mediante la stazione di Robecco-Pontevico, che serve i comuni di Robecco d'Oglio sulla sponda cremonese e quello di Pontevico sulla sponda bresciana.
Il comune è servito anche dall'Autostrada A21 E70 mediante lo svincolo di Pontevico - Robecco d'Oglio, posto nel territorio comunale di Pontevico, vicino la frazione di Chiesuola.

## Amministrazione
| Periodo        | Periodo   | Primo cittadino     | Partito      | Carica  | Note |
| -------------- | --------- | ------------------- | ------------ | ------- | ---- |
| 15 maggio 2023 | in carica | Marco Romeo Pipperi | Lista Civica | Sindaco |      |